# Madame de Pompadour

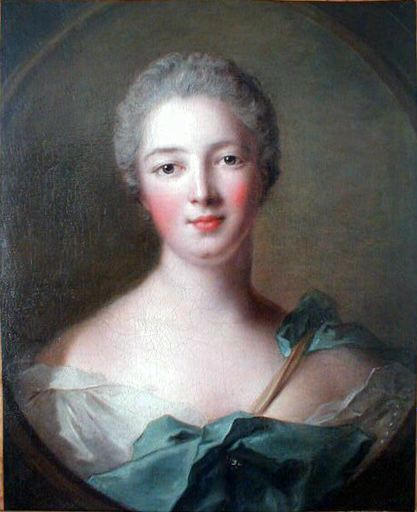
Porträt von Jeanne-Antoinette Poisson, Gemälde von Jean-Marc Nattier (1685–1766).
Unterschrift der Madame de Pompadour:

Jeanne-Antoinette Poisson, dame Le Normant d’Étiolles, marquise (Markgräfin) de Pompadour, duchesse (Herzogin) de Menars (* 29. Dezember 1721 in Paris; † 15. April 1764 in Versailles), kurz Madame de Pompadour, war von 1745 bis 1751 die maîtresse en titre am Hof des französischen Königs Ludwig XV.

## Leben

### Kindheit und Jugend

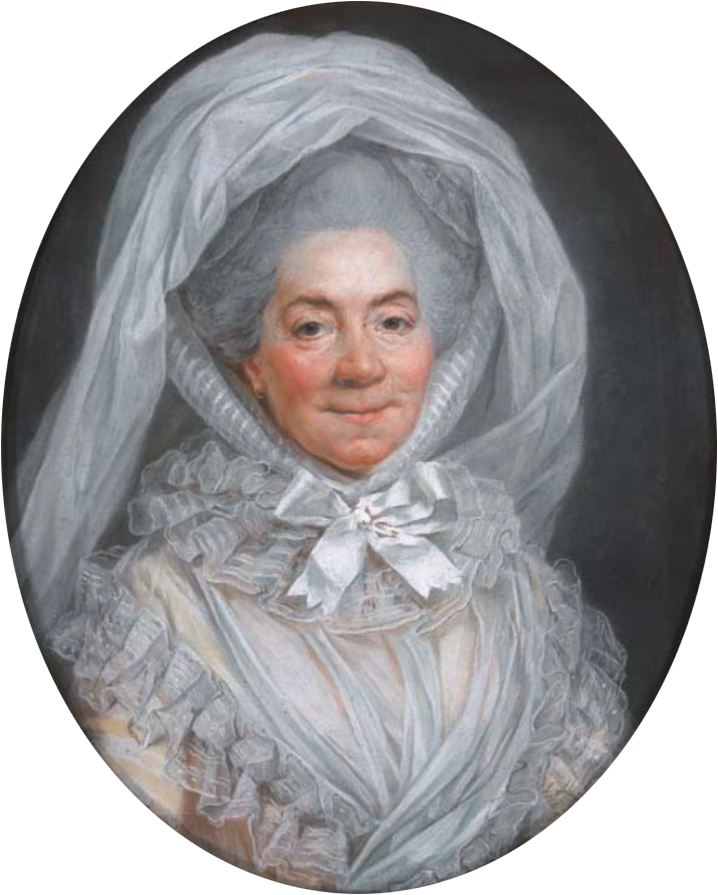
Louise-Madeleine de la Motte, die Mutter von Jeanne-Antoinette Poisson

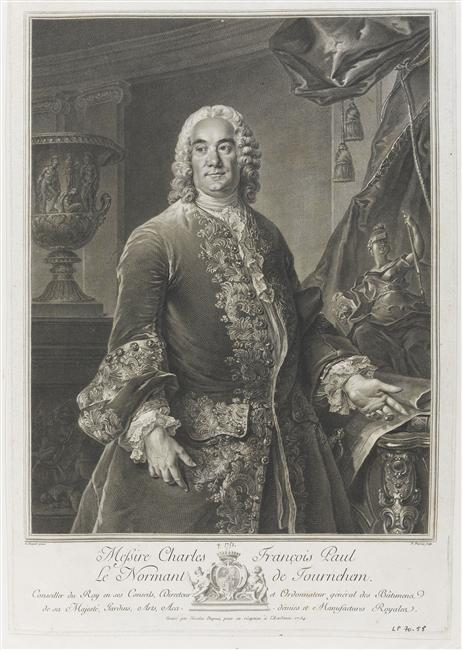
Charles François Le Normant de Tournehem (1684–1751), Jeanne-Antoinettes mutmaßlicher leiblicher Vater. Kupferstich von Louis Tocqué

Jeanne-Antoinette Poisson wurde in Paris als Tochter der Louise-Madeleine de La Motte und des François Poisson (1684–1754) geboren, eines wohlhabenden bürgerlichen Heereslieferanten und Verwalters bei den Brüdern Pâris. Ihr leiblicher Vater war jedoch wahrscheinlich der reiche Bankier und Hauptsteuerpächter Charles François Paul Le Normant de Tournehem (1684–1751). Dieser übernahm, nachdem Poisson infolge eines Skandals im Jahre 1725 ins Exil verbannt worden war, die Position ihres Vormundes und nahm sie zusammen mit ihrer Mutter, Louise-Madeleine de La Motte (1700–1745), und ihrem Bruder, Abel François Poisson de Vandières (1727–1781), bei sich auf.
Der Vater François Poisson wurde als jüngstes von neun Kindern des Webers Claude Poisson (1631–1694) in Provenchère unweit von Langres geboren, ihre Mutter entstammte demselben Dorf. Er trat in den Dienst der Pariser Finanziers Jean Pâris de Montmartel (1690–1766) und Joseph Pâris-Duverney (1684–1770). Zu Wohlstand gekommen, ehelichte er am 29. Juli 1715 Anne-Geneviève-Gabrielle de Carlier de Roquaincourt (1695–1718). Diese Verbindung blieb kinderlos und seine Gattin starb im Jahre 1718. Noch im selben Jahre, am 6. Oktober 1718 heiratete Poisson erneut, seine zweite Frau war eben Louise Madeleine de la Motte. Im vierten Ehejahr gebar seine zweite Frau am 30. Dezember 1721 eine Tochter. Da ihr Ehemann neun Monate zuvor für längere Zeit in der Provence weilte, wurden über den leiblichen Vater von Jeanne-Antoinette Poisson zwei Namen genannt, Jean Pâris de Montmartel und Charles François Paul Le Normant de Tournehem. Sie wurde in der Pfarrkirche Saint-Eustache getauft.
François Poisson kam in den Strudel der Spekulationsblase von John Law of Lauriston und wurde am 23. April 1727 zur Rückzahlung von 232.430 Livres und einer Bestrafung verurteilt, doch er zog die Flucht in das Ausland vor. Seine Tochter wurde in das Ursulinenkloster von Poissy, couvent des Ursulines de Poissy, gesandt.
Jeanne-Antoinette Poisson war eine regelmäßige Besucherin des samstäglichen Gesprächskreises im Club de l’Entresol, welcher von Pierre-Joseph Alary (1689–1770) und Charles Irénée Castel de Saint-Pierre gegründet worden war und von 1720 (bzw. 1724) bis 1731 in der Hochparterrewohnung am Place Vendôme in Paris von Charles-Jean-François Hénault (1685–1770) stattfand.

### Heirat und Kinder
Am 9. März 1741 wurde Jeanne-Antoinette mit dem reichen Untersteuerpächter Charles-Guillaume Le Normant, seigneur d’Étiolles (1717–1799), dem Neffen ihres Vormundes, in der Kirche St. Eustache getraut. Von ihm bekam sie einen Sohn, der jedoch schon ein Jahr nach seiner Geburt starb, sowie die Tochter Alexandrine-Jeanne, genannt Fanfan, die am 10. August 1744 zur Welt kam, jedoch ebenfalls früh, mit knapp 10 Jahren, starb.

### Mätresse des Königs

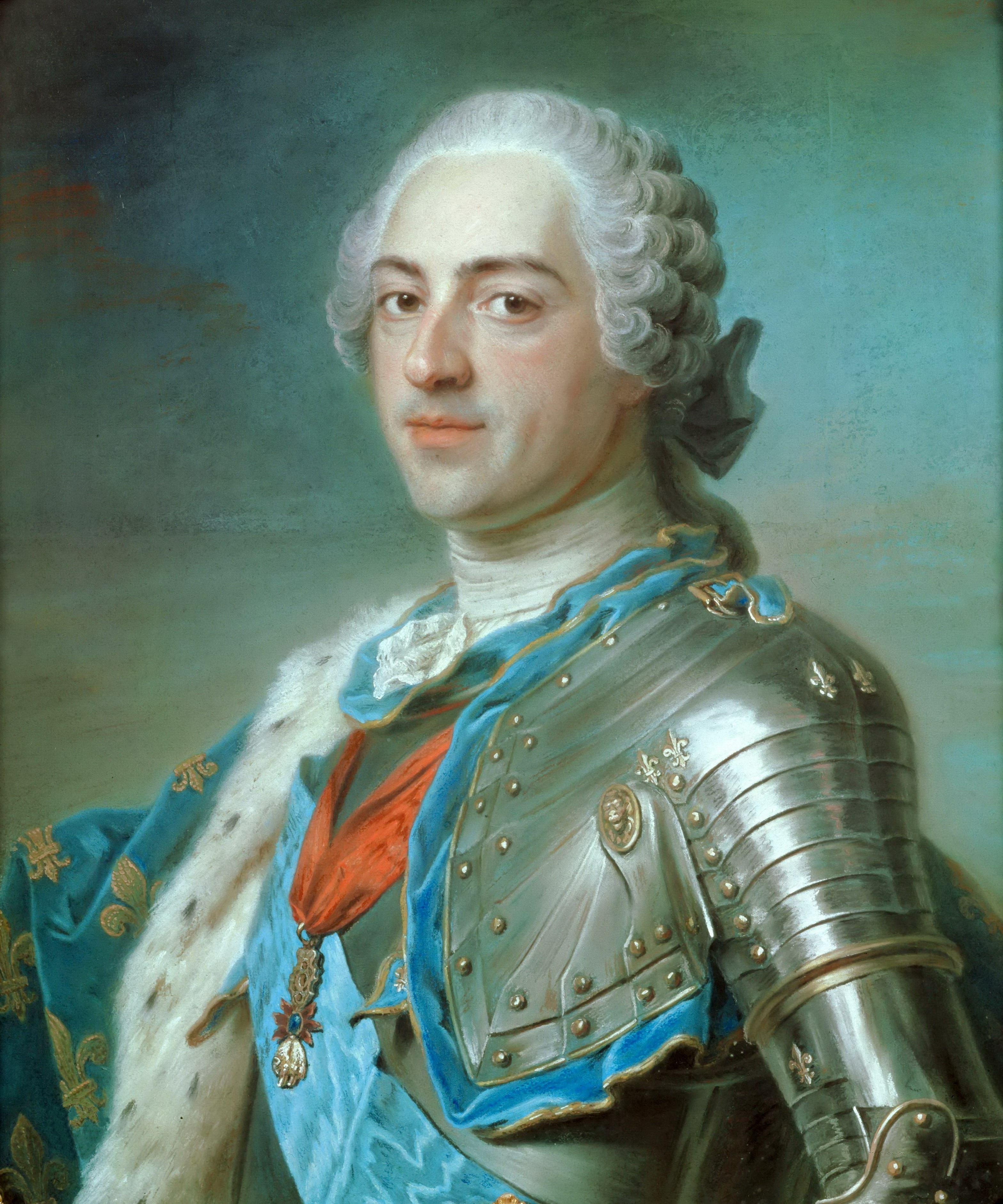
Porträt Ludwigs XV. (1710–1774), Gemälde von Maurice Quentin de La Tour (1704–1788)

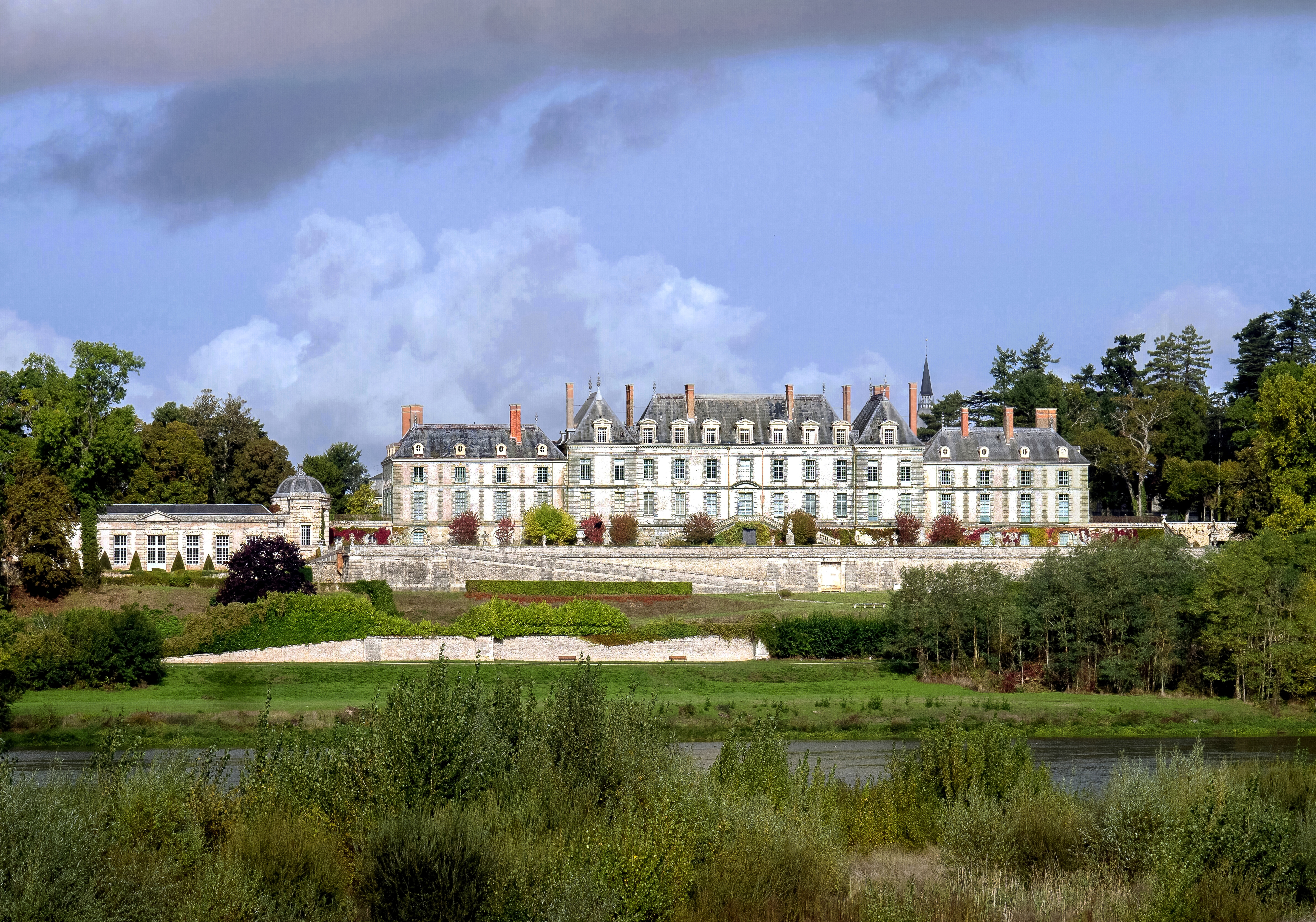
Schloss Menars an der Loire

Es ist historisch belegt, dass ihr im Alter von neun Jahren prophezeit worden war, dass sie eines Tages die Mätresse von Ludwig XV. sein werde. Der betreffenden Wahrsagerin, einer Madame Lebon, setzte sie später eine Rente von 600 Livres aus.
Seitdem versuchten zuerst ihre Mutter und dann sie selber, die Aufmerksamkeit Ludwigs XV. zu erregen. So wurde sie, wenn sie sich in Étiolles aufhielt, in einer Kalesche in den nahegelegenen Wald von Sénart gefahren, wo sich die königliche Jagdgesellschaft zu treffen pflegte. Dies nützte jedoch wenig, da die damalige Mätresse Marie-Anne de Mailly-Nesle, Marquise de La Tournelle und Duchesse de Châteauroux (1717–1744), ihr verbot, weiterhin bei den Jagden des Königs zu erscheinen. Es blieb ihr nun nichts anderes übrig, als den Tod der königlichen Mätresse abzuwarten, der schließlich am 8. Dezember 1744 eintrat.
Der Kardinal de Bernis schlug Ludwig XV. Madame d’Étiolles vor, die ihm während der Jagden aufgefallen war, und lud sie zu einem Maskenball, am 28. Februar 1745, anlässlich der Hochzeit des Kronprinzen Ludwig Ferdinand ein, wo sie und der König sich trafen. Er machte sie nicht nur zu seiner offiziellen Mätresse (frz. maîtresse en titre), der ersten gebürtigen Bürgerlichen mit diesem Status am französischen Hof überhaupt, sondern erhob sie im Juli desselben Jahres auch zur Marquise de Pompadour mit Landsitz und eigenem Wappen. Am 14. September 1745 fand ihre offizielle Vorstellung am Hof von Versailles statt.
Obwohl ihr vertrauter Verkehr mit dem König nur bis 1751 dauerte, behielt sie die Stellung als offizielle Mätresse bis zu ihrem Tod 1764. Dies ist vor allem auf ihr diplomatisches Geschick zurückzuführen. Sie machte nicht wie andere königliche Geliebte den Fehler, sich die Königin zur Feindin zu machen, sondern tat alles, sie nicht zu brüskieren und ihr gefällig zu sein. Sie brachte sie sogar dazu, sie zu ihrer Hofdame und zur Herzogin von Menars zu ernennen (1756).
Zum anderen knüpfte sie am Hof ein Netz von Verbündeten, die ihre Stellung absicherten. Zudem verstand sie den König nicht nur in intimer Hinsicht an sich zu binden, sondern auch sein Unterhaltungsbedürfnis zu befriedigen und sich damit unentbehrlich zu machen. So sang sie für ihn mit prominenten Künstlern aus Paris geistliche Konzerte und Motetten, um seine Neugier für das Theater zu wecken. Schließlich erfüllte der König ihr den Wunsch nach einem kleinen Theater, welches „Theater des kleinen Appartements“ genannt wurde. Die Einweihung fand am 17. Januar 1747 mit dem Stück Tartuffe von Molière statt. Als Direktor wählte die Mätresse den Herzog de La Vallière aus, der der beste Sachwalter der französischen Komödie war. Die Aufführungen waren begehrt, doch das Publikum war klein und wurde sorgfältig von der Mätresse ausgewählt.
Sie brachte den König auch dazu, den Staatssekretär Jean-Frédéric Phélypeaux, Graf de Maurepas, 1749 nach 15 Jahren zu entlassen, obwohl dieser sich für unersetzlich hielt; allerdings hatte Maurepas – nach Voltaires Aussage – „die Manie, sich mit allen Geliebten seines Herrn zu überwerfen, und das ist ihm schlecht bekommen“. Die Entlassung und Verbannung Maurepas' erreichte sie, indem sie dem König berichtete, dass Maurepas sie vergiften wolle; tatsächlich hatte er nur ein Epigramm gegen sie geschrieben.

Die Pompadour mit Büchern ihrer Zeit: Auf dem Tisch stehen Montesquieus «De l’esprit des lois» als auch ein Band von Diderots «Encyclopédie». Pastellmalerei auf blauem Papier, Quentin de La Tour, 1755.

Madame de Pompadour nutzte ihre Position als offizielle Mätresse zur Förderung zahlreicher – aus Sicht des Ancien Régime „progressiver“ – Intellektueller und Künstler, unter anderem der Autoren der Encyclopédie Denis Diderot und Jean-Baptiste le Rond d’Alembert, des Schriftstellers Jean-Jacques Rousseau und der Maler François Boucher, Jean-Marc Nattier und François-Hubert Drouais. Voltaire gehörte zu ihren Favoriten; der Dichter und Philosoph, der bei der verstorbenen Duchesse de Châteauroux in Ungnade gefallen war, suchte alsbald ihre Nähe und verbrachte 1746 einige Monate mit ihr in Étiolles, während der König einen Feldzug unternahm. Er sang daher auch noch Jahre später ihr Loblied: Sie „war gebildet, klug, liebenswürdig, voller Anmut, künstlerisch begabt und hatte von Geburt einen gesunden Menschenverstand und ein gutes Herz“. Durch ihren Einfluss wurde er 1745 zum Historiografen Frankreichs ernannt und ein Jahr später in die Académie française aufgenommen, was Maurepas zuvor verhindert hatte. Schließlich wurde er dank der Marquise zum ordentlichen Kammerherrn erhoben. Ihrem ehemaligen Lehrer Prosper Jolyot de Crébillon setzte sie eine Pension über 100 Louisdors aus, als sie erfuhr, dass er sich in Not befand. Nach seinem Tod 1762 überredete sie Ludwig XV. von Frankreich, in der Kirche Saint-Gervais ein Mausoleum für Crébillon in Auftrag zu geben.
In den letzten Jahren ihres Lebens musste die Marquise ihren Platz immer wieder verteidigen. So war Anne Couppier de Romans, eine neue Verbindung des Königs, eine große Gefahr für sie, da sie einen Sohn namens Louis-Aimé de Bourbon (1762–1787) von ihm hatte, den Ludwig XV. als einziges seiner vielen illegitimen Kinder anerkannte. Die Marschallin de Mirepoix beruhigte sie jedoch, dass der König keine Frau mehr liebe als die Marquise. Nach ihrem Tod gab Ludwig XV. bekannt, dass er sich nur aus Barmherzigkeit nicht von ihr getrennt habe, da er ihren Selbstmord befürchtete.

### Familie
Die Mätresse wollte ihre Familie an ihrem Wohlstand teilhaben lassen. So kaufte sie ihrer im Dezember 1745 verstorbenen Mutter ein Grabgewölbe in der Kapuzinerkirche an der Place Vendôme, in das sie den Leichnam überführen ließ. Ihrem Vater verschaffte sie das Landgut Marigny, später Marquisat, wo er 1754 mit 70 Jahren an Herzinsuffizienz starb. Außerdem ließ sie ihren jüngeren Bruder Abel-François Poisson (1725–1781) zum Monsieur de Vandières und Marquis de Marigny erheben und verschaffte ihm Ämter bei Hofe. Ihre Tochter Alexandrine schickte sie in ein Kloster, in dem nur die Töchter aus den besten Familien des Königreichs erzogen wurden. Dort wurde das Mädchen wie eine Prinzessin behandelt und auch die anderen Mädchen strebten nach ihrer Freundschaft. Mit 13 Jahren sollte sie den Herzog de Picquigny, Sohn des Herzogs von Chaulnes, heiraten. Die Heirat fand jedoch nie statt, da Alexandrine im Kloster an einer Peritonitis erkrankte, an der sie mit fast zehn Jahren starb.

### Tod
Die Gesundheit der Marquise war von Geburt an schlecht. Sie spie in ihrer Jugend Blut und machte deswegen Milchkuren, die ihr angeblich halfen, auf die sie später aber, mit Rücksicht auf die Gewohnheiten des Königs, verzichten musste. Es folgten Erkältungen und Fieberschübe. Außerdem war ihre Gesundheit durch zahlreiche Fehlgeburten geschwächt.
Ab 1748 verschlechterte sich ihr Gesundheitszustand. D’Argenson bemerkte ihre ausgezehrten Wangen und die ungesunde Gesichtsfarbe, wenig später war sie abgemagert und ihre Haut hatte sich gelb verfärbt. Wegen ihrer Krankheit setzte die Marquise im November 1751 ihr Testament auf. 1764 verschlechterte sich ihr Zustand dramatisch: Ihr Husten nahm zu und sie litt unter Erstickungsanfällen. Während dieser Zeit besuchte Ludwig XV. sie fast täglich oder informierte sich über ihren Zustand durch Kuriere. Als nach drei Wochen plötzlich Besserung eintrat, beschloss man, nach Versailles zurückzukehren. Dort starb sie am 15. April 1764, an einem Palmsonntag, in den Petits Appartements gegen sieben Uhr abends nach etwa zweimonatiger Krankheit. Laut Erzählungen gab es schlechtes Wetter, als der Leichenwagen Versailles verließ, um nach Paris zu fahren. Daraufhin soll Ludwig XV. gesagt haben: „La marquise n’aura pas beau temps pour son voyage“ (deutsch: „Die Marquise wird kein gutes Wetter haben für ihre Reise“).
Die Marquise de Pompadour wurde in der Kapelle des Kapuzinerinnenklosters in Paris beigesetzt. Das Kloster wurde 1806 zerstört.

## Politischer Einfluss
Die Marquise nahm vor allem auf die auswärtige Politik Einfluss, unter anderem auf die militärische Führung, auf Gesetze oder auch auf strategische Planungen. Auch riet sie dem König im Siebenjährigen Krieg zum Bündnis mit Österreich gegen Großbritannien und Preußen. Hier erfüllte sie alle Erwartungen der Österreicher. Sie drängte zur Ratifizierung des zweiten Vertrags von Versailles und erhielt die Erlaubnis, drei Armeen, anstatt der geplanten 24.000 Mann, zur Unterstützung nach Österreich zu schicken. Nach der verlorenen Schlacht bei Roßbach wollte sie dennoch keinen Frieden schließen, da der Frieden den Ruin ihres Werks bedeutet hätte. Ihr Ausspruch „Après nous le déluge“ (deutsch: „Nach uns die Sintflut“) nach der verlorenen Schlacht ist legendär. Deshalb machte man sie nach ihrem Tod für alle Fehlschläge des Siebenjährigen Kriegs verantwortlich. Den Herzog von Choiseul unterstützte sie.
Aufgrund ihrer bürgerlichen Herkunft war sie trotz ihres Adelstitels eine Außenseiterin am Hof, ihr Status hing vollständig von der wankelmütigen Gunst des Königs ab. Auch hatte sie sich ständig gegen zahlreiche Rivalinnen und missgünstige Höflinge zu behaupten.

## Projekte
Die Gründung der Manufacture royale de porcelaine de Sèvres ist ebenfalls auf die Mätresse zurückzuführen, um damit das sächsische Porzellan zu übertrumpfen. Die ersten Proben waren jedoch nicht von Erfolg gekrönt, bis man 1765 das Kaolin von Saint-Yrieix entdeckte. Daraufhin wurde Sèvres zur königlichen Manufaktur erklärt. Aber der Durchbruch gelang erst, als die Mätresse selbst das Sèvres-Porzellan durch Ausstellungen im Versailler Schloss vorstellte. Dabei versuchte sie mit allen zur Verfügung stehenden Mitteln, Käufer zu werben, und machte das Porzellan sogar zu einer patriotischen Angelegenheit: „Es heißt seine Bürgerpflicht verkennen, wenn man nicht dieses Porzellan kauft, solange man Geld besitzt.“
Aber es gab weitere Projekte, die die Marquise weitaus mehr faszinierten: der Bau der Place Louis XV und der Militärakademie in Saint-Cyr. Sie wollte eine Militärakademie einrichten, für Söhne, deren Angehörige im Krieg gefallen oder verwundet worden waren. Ein Institut für junge Mädchen aus verarmten, adligen Familien – die Maison Royale de Saint-Louis – gab es dort bereits, dieses hatte 1685 Madame de Maintenon gegründet, die Favoritin Ludwigs XIV. Für die Söhne sollte Ludwig XV. von Frankreich die stellvertretende Vaterschaft übernehmen. Im Juli 1756 wurde die Militärakademie schließlich fertiggestellt.

## Besitztümer
Neben ihrem Landsitz Pompadour erhielt sie zahlreiche weitere Besitzungen vom König, darunter den jetzigen Élysée-Palast und das Petit Trianon (dessen Fertigstellung sie nicht mehr erlebte), die sie oft aufwändig umbauen ließ. Ihre ständigen Bauvorhaben und die Beschäftigung zahlreicher Künstler kosteten Frankreich rund 36 Millionen, was ihr den Vorwurf der Verschwendungssucht sowohl beim Adel als auch bei der breiten Bevölkerung eintrug.
Die Marquise besaß folgende Schlösser und Wohnsitze:
- Schloss Montretout (auch Tretout) in Saint-Cloud, bis 1748
- Petit Château de La „Selle“ in La Celle-Saint-Cloud, von 1748 bis 1750
- Schloss Bellevue in Meudon, fertiggestellt im Jahr 1750
- Schloss Pompadour in Arnac-Pompadour, verkauft 1760
- Hôtel d’Evreux, der heutige Élysée-Palast, Amtssitz des Staatspräsidenten
- Schloss Menars im Département Loir-et-Cher

## Rezeption
- Der Pompadour, eine Handtasche, ist nach ihr benannt.
- Madame Pompadour, Operette in drei Akten von Leo Fall, 1922
- Madame Pompadour, Stummfilm, 1927 (Regie: Herbert Wilcox)
- Die Marquise von Pompadour, Spielfilm, 1931 (Regie: Willi Wolff, mit Anny Ahlers als Pompadour und Kurt Gerron als Ludwig XV.)
- Die Pompadour, Spielfilm, 1935 (Regie: Willy Schmidt-Gentner, Drehbuch u. a. von Veit Harlan, mit Käthe von Nagy als Pompadour)
- Jeanne Poisson, Marquise de Pompadour, französischer Fernsehfilm (France 2), 2006
- Das Mädchen im Kamin: Folge der britischen Serie Doctor Who aus dem Jahre 2006, in der die Pompadour eine zentrale Rolle spielt und von der Darstellerin Sophia Myles verkörpert wird.
- Nach ihr ist eine Pflanzengattung Pompadoura Buc'hoz ex DC. aus der Familie der Gewürzstrauchgewächse (Calycanthaceae) benannt.[20]

## Bildnisse

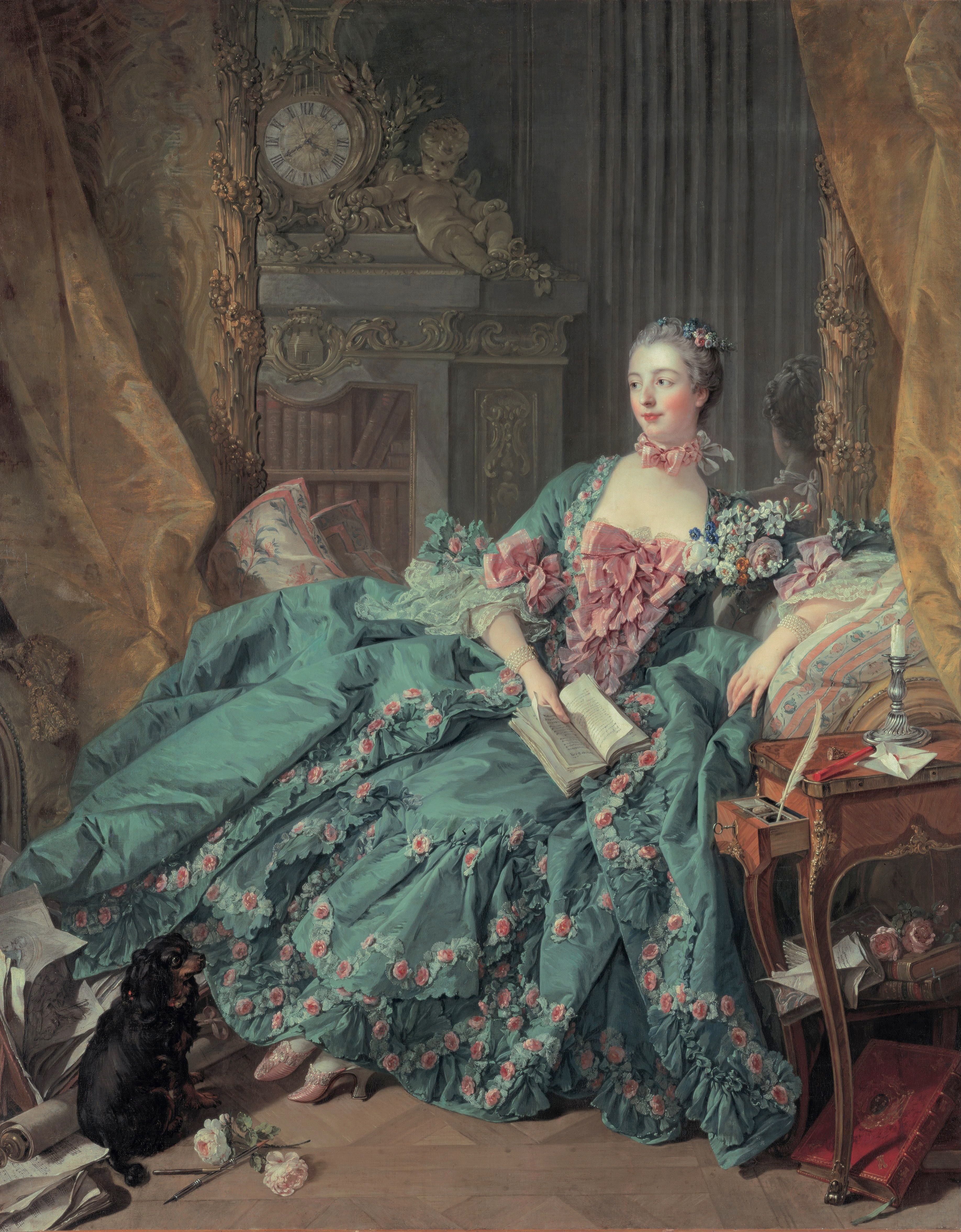
Marquise de Pompadour, François Boucher, 1756
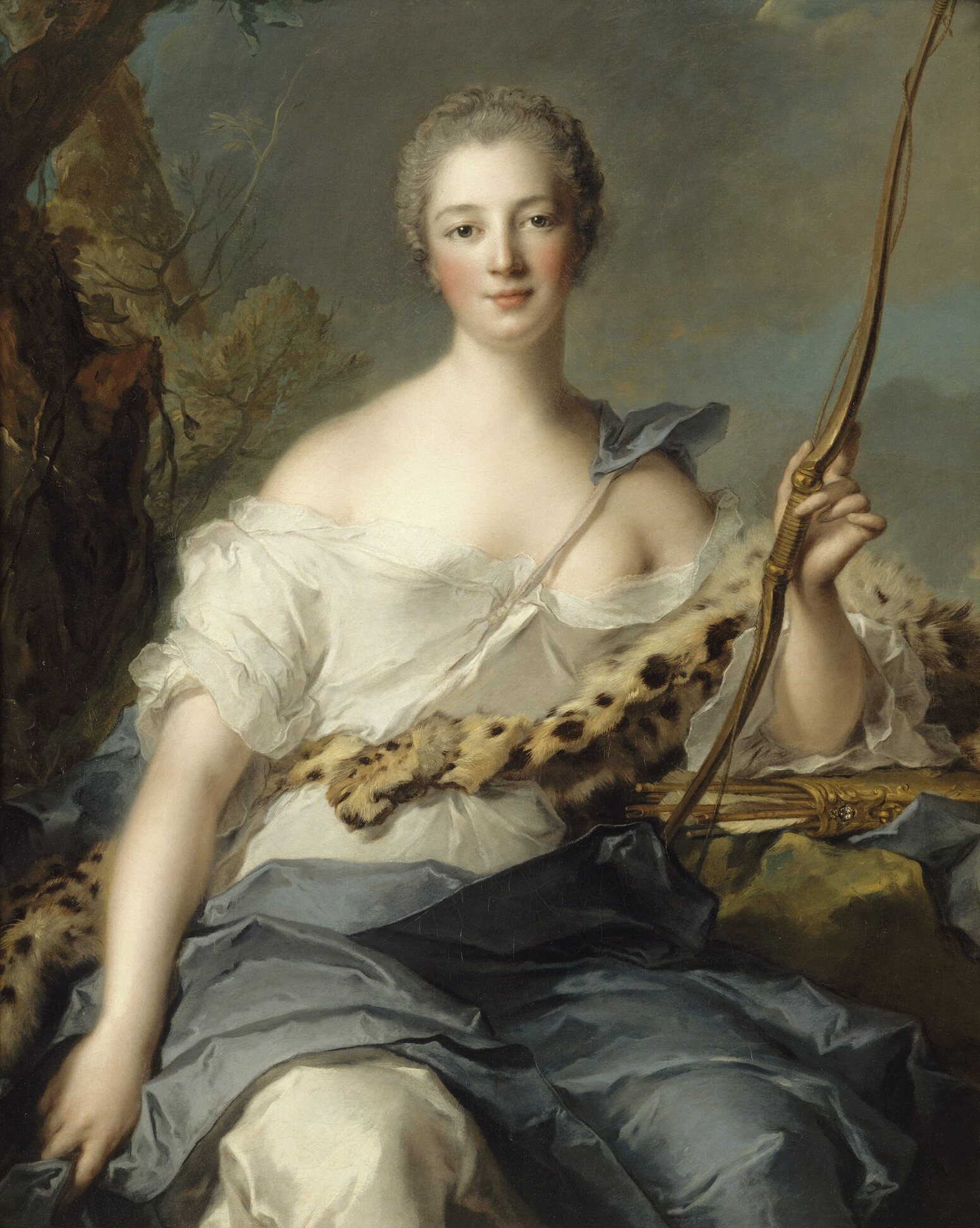
Madame de Pompadour als Diana die Göttin der Jagd, Jean-Marc Nattier, 1746
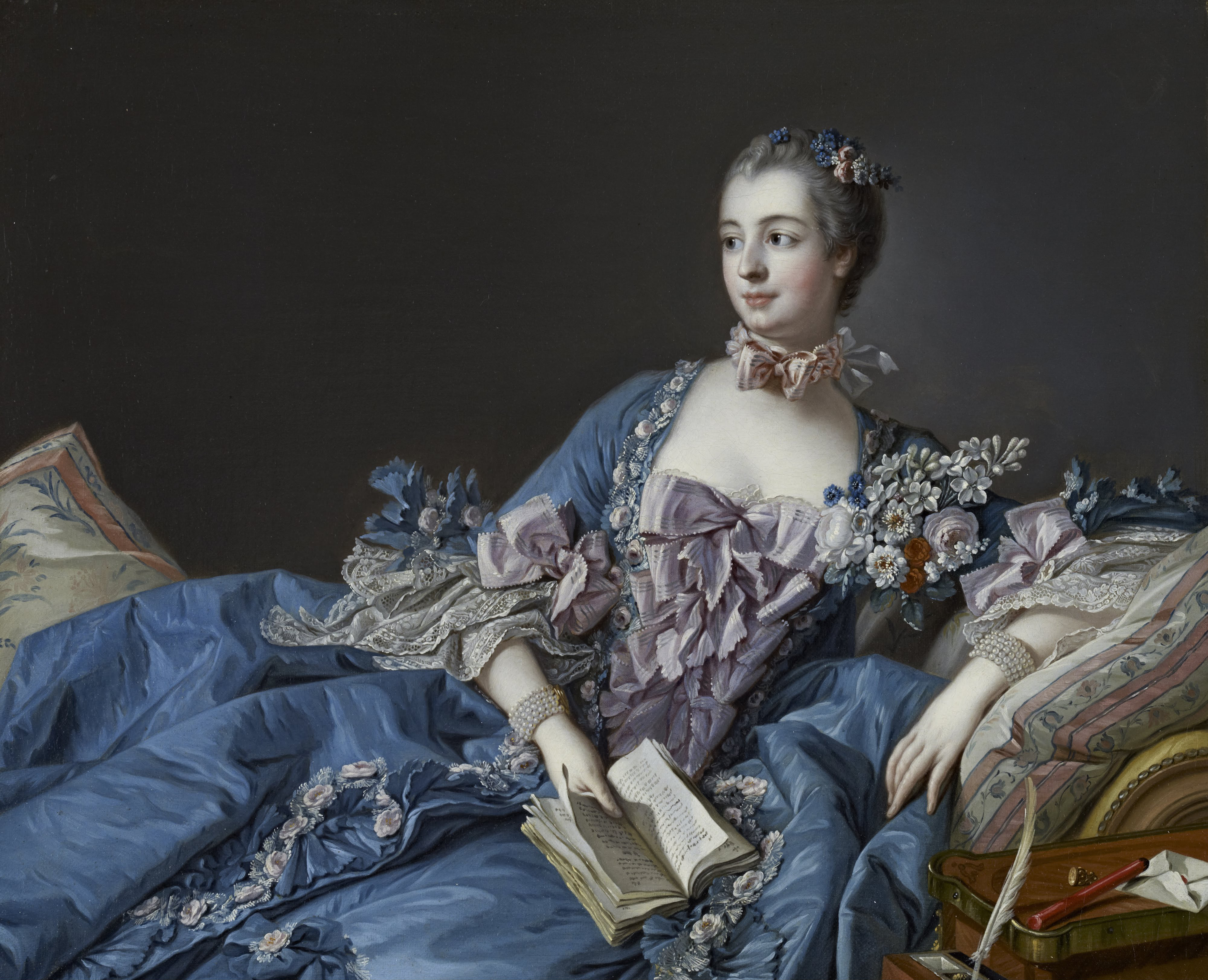
Porträt der Madame de Pompadour, François Boucher, 1758, Öl auf Leinwand, 38 × 46 cm, Scottish National Gallery, Edinburgh, Kopie des Meisters. Original (1756) in der Alten Pinakothek, München.
Porträt der Madame de Pompadour, François Boucher, 1759, Öl auf Leinwand, 91 × 69 cm, Wallace Collection, London
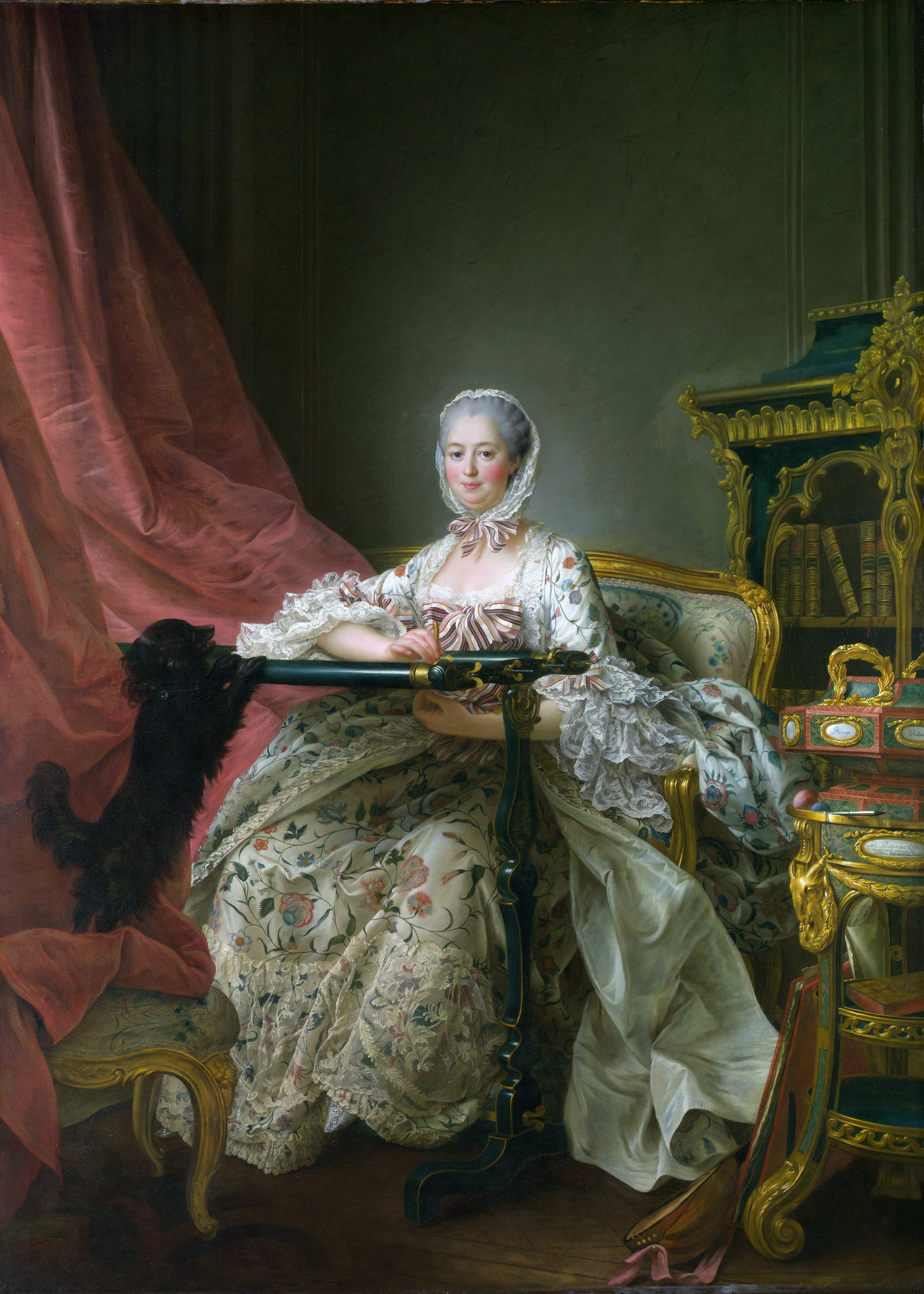
Porträt der Madame de Pompadour, François-Hubert Drouais, 1763/64, Öl auf Leinwand, National Gallery (London)